# Coyamit
Coyamit (pl. Coyamites), jedna od brojnih manjih skupina Concho Indijanaca nastanjenih u domorodačko vrijeme u sjevernom Meksiku na području današnje države Chihuahua. O plemenu je malo poznato. Kulturno pripadaju američkom Jugozapadu, a jezično porodici Juto-Asteci.